# Бобковиц, Артурс
Артурс Бобковиц (латыш. Artūrs Bobkovics; 10 января 1885, Рига — 8 февраля 1959, там же) — первый латвийский профессиональный дирижёр.
Учился в Музыкальном училище Густава Гижицкого. Под впечатлением от работы Георга Шнеевойгта с рижскими музыкальными коллективами решил посвятить себя дирижированию и в 1903 году поступил в Лейпцигскую консерваторию, откуда в том же году перевёлся в консерваторию в Зондерсхаузене, где на протяжении трёх лет учился в дирижёрском классе Карла Шрёдера.
Окончив курс в 1906 году, вернулся в Ригу и 4 января 1907 года дебютировал как дирижёр, самостоятельно организовав концерт с музыкантами из оркестра немецкой оперной труппы в Риге. В течение нескольких следующих лет проводил по 4-6 концертов ежегодно, а после того, как в 1910 году немецкая опера запретила своим оркестрантам участие в этих концертах, вместе со Шнеевойгтом собрал отдельный Рижский симфонический оркестр, в котором стал вторым дирижёром. Предпочитал репертуар XIX века, от Бетховена до Чайковского, но дирижировал и премьерами некоторых произведений латышских композиторов — Язепа Витолса, Алфреда Калниньша, Эмила Дарзиньша; после смерти Дарзиньша, уничтожившего все свои оркестровые сочинения, восстановил партитуру одного из них, «Меланхолического вальса», по сохранившимся у него оркестровым партиям. В 1913—1914 гг. работал в Либаве как дирижёр и музыкальный педагог.
С началом Первой мировой войны возглавил в 1915 году военный оркестр Латышского стрелкового запасного полка. По окончании войны в 1920 году дирижировал тремя летними концертами в Дзинтари вместе с гастролировавшим в Латвии немецким дирижёром Рихардом Хагелем, после чего полностью отказался от работы с большими оркестрами и занял пост музыкального руководителя Латвийского университета. Основал университетский камерный оркестр, но главным образом работал с университетским хором Juventus, во главе которого оставался с 1920 по 1950 год.
Жена (с 1921 года) — Отилия Бобковица (урождённая Лиекнея; 1888—1983), оперная певица; пела на рижской оперной сцене партии Антониды («Жизнь за царя» Михаила Глинки), Тамары («Демон» Антона Рубинштейна), Лизы («Пиковая дама» Чайковского), Микаэлы («Кармен» Бизе), Сантуццы («Сельская честь» Масканьи) и др. В межвоенные годы также преподавала пение в рижских школах, ассистировала своему мужу в работе с университетским хором. В послевоенные годы — многолетняя председательница лютеранской общины в рижском районе Межапаркс.

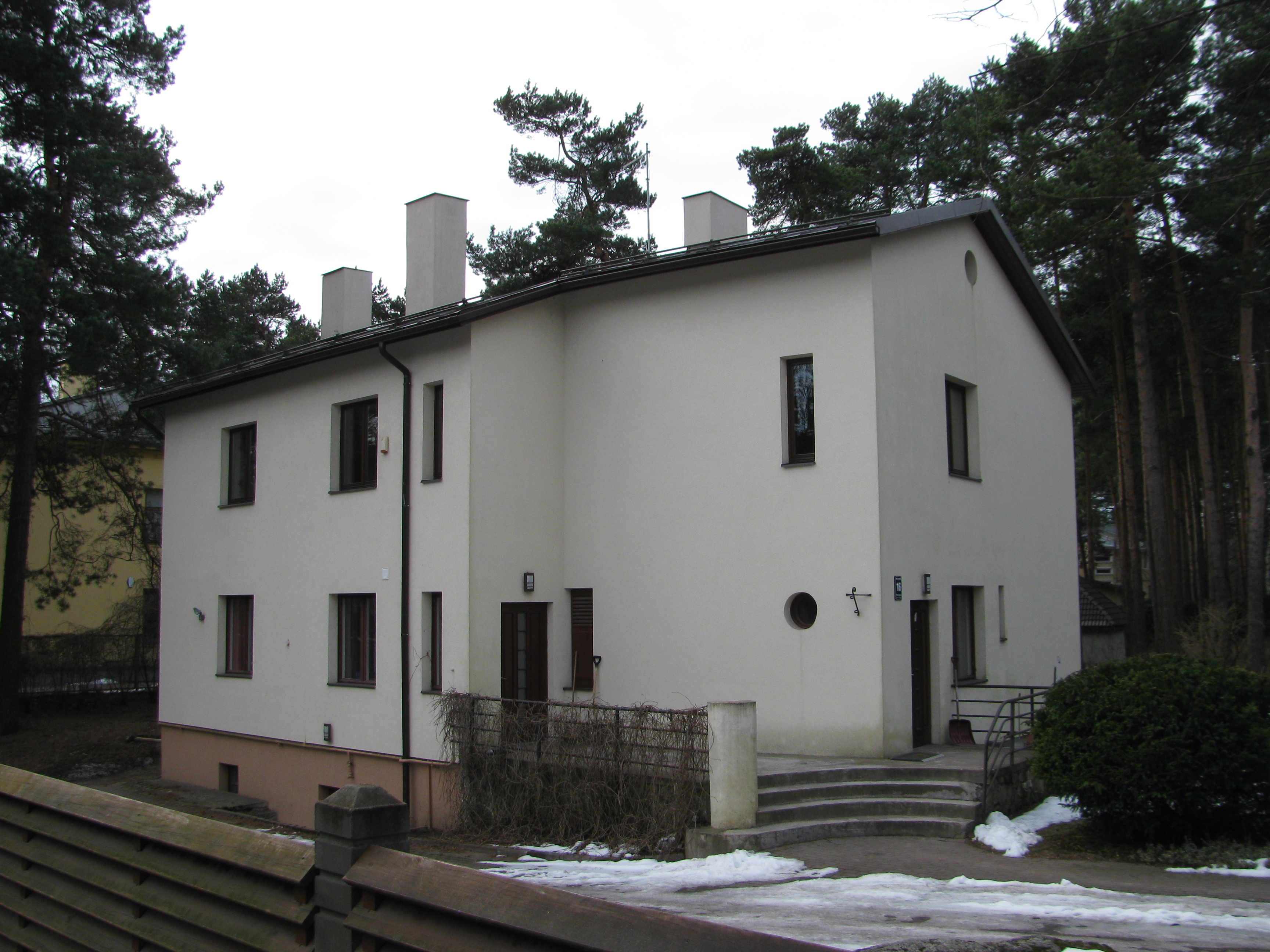
Дом Бобковицев в Межапарке (современный вид)

Частный дом семьи Бобковицев в Межапарке, построенный в 1931 году по проекту Эрнеста Шталберга, признан памятником архитектуры государственного значения.